# Grewia antsiranensis
Grewia antsiranensis är en malvaväxtart som beskrevs av René Paul Raymond Capuron. Grewia antsiranensis ingår i släktet Grewia och familjen malvaväxter. Inga underarter finns listade i Catalogue of Life.